# USS LST-379
O USS LST-379 foi um navio de guerra norte-americano da classe LST que operou durante a Segunda Guerra Mundial.